# Filippo Vitali
Filippo Vitali (1590? Florencie – 10. listopadu 1654 tamtéž) byl italský kněz, zpěvák a hudební skladatel.

## Život
Narodil se ve Florencii. Přesné datum není známo. Od roku 1631 byl zpěvákem v papežské kapli v Římě a v letech 1637–1642 byl knězem ve službách kardinálů Francesca a Antonia Barberiniových. Od roku 1642 působil jako maestro di cappella v kostele San Lorenzo ve Florencii a od roku 1648 v kostele San Maria Maggiore v Bergamu. Od 21. června 1651 až do své smrti 10. listopadu 1654 byl ve stejné funkci v chrámu Santa Maria del Fiore ve Florencii.

## Dílo

### Opery
- L'Aretusa, favola in musica (libreto Ottaviano Corsini, 1620 Řím, Palác Monsignore Corsini)
- Intermedi fatti per la commedia degl'Accademici inconstantini (1623 Florencie)
- Cocchiata delli Accademici rugginosi (1628 Florencie)

### Jiné skladby
- 3 sbírky madrigalů (1616)
- Musiche a più voci (1617)
- Musiche a una voce con il basso per l'organo (1618)
- Musiche a una voce per cantare nel cimbalo (1620)
- Concerto (1629)
- Arie a tre voci (1635)
- Sacrae Cantiones a sei voci (1625)
- Sacrae modulationes 1-5 voci (1631)
- Inni (1636)
- Salmi (1641)
- Messe, responsori e mottetti de' morti a quattro voci (1646)